# Ivan Nikčević
Ivan Nikčević (serbisch-kyrillisch Иван Никчевић; * 11. Februar 1981 in Nikšić, SR Montenegro, SFR Jugoslawien) ist ein ehemaliger serbischer Handballspieler. Nikčević wurde meist als Linksaußen eingesetzt.

## Karriere
Ivan Nikčević unterschrieb seinen ersten Profivertrag beim RK Roter Stern Belgrad. Mit den Hauptstädtern wurde er 2004 Meister und Pokalsieger und stieg zum Nationalspieler auf. 2005 zog er deshalb in die spanische Liga ASOBAL zu BM Altea. Im Sommer 2007 geriet sein Verein in finanzielle Probleme und zog seine Lizenz für die erste Liga zurück; so wechselte Nikčević ablösefrei zu BM Ciudad de Almería, ehe er 2008 – im Tausch gegen Adrián Crowley – zum Spitzenclub SDC San Antonio ging. Bei der Weltmeisterschaft 2009 zog er sich einen Achillessehnenriss zu und fiel für den Rest der Saison aus. Nachdem auch San Antonio in Finanznot geraten war, unterschrieb er für ein Jahr bei BM Granollers. 2011 wurde Nikčević von BM Valladolid als Ersatz für Håvard Tvedten verpflichtet. Ein Jahr später unterzeichnete er einen Vertrag beim polnischen Erstligisten Wisła Płock. Im Sommer 2016 unterschrieb er einen Vertrag beim portugiesischen Erstligisten Sporting Lissabon. Mit Sporting gewann er 2017 den EHF Challenge Cup sowie 2017 und 2018 die portugiesische Meisterschaft. Im Sommer 2020 wechselte er zum spanischen Erstligisten BM Benidorm. Im Februar 2021 erzielte er sein 1000. Tor in der Liga ASOBAL. Nach der Saison 2022/23 beendete er seine Karriere. In der Liga Asobal warf er 1186 Tore in 274 Spielen.
Obwohl er im heutigen Montenegro geboren wurde, besitzt Ivan Nikčević die serbische Staatsbürgerschaft und bestritt Länderspiele für die serbische Nationalmannschaft. Sein größter Erfolg war der Gewinn der Silbermedaille bei der Europameisterschaft 2012. Er stand ebenfalls im Aufgebot für die Europameisterschaften 2010, 2014 und 2016 und die Weltmeisterschaft 2011. Im Sommer 2012 schied er mit Serbien bei den Olympischen Spielen in London in der Vorrunde aus. Bei der Europameisterschaft 2016 absolvierte er die letzten drei seiner 138 Länderspiele, in denen er 506 Tore warf.